# Swindon Village
Swindon Village est une paroisse civile et un village du Gloucestershire, en Angleterre.